# Maciej Hydr
Maciej Hydr (ur. 13 czerwca 1970 w Braniewie) – polski muzyk, scenarzysta, reżyser i producent filmowy.

## Życiorys
Urodził się w Braniewie. Tam ukończył szkołę podstawową, a następnie Liceum Ogólnokształcące im. Feliksa Nowowiejskiego. W czasach licealnych grał między innymi w zespole Sun in the Glass, później z muzykami z zespołu O.N.A. Następnie założył zespół Hydr, dla którego sam komponował muzykę i pisał teksty do utworów.
W 2021 był producentem filmu krótkometrażowego Pokój. Jego reżyserskim debiutem filmu pełnometrażowego jest komedia Radiostory (2023), do której napisał również scenariusz.

## Życie osobiste
Ma córkę Marię.